# Tajna jezera Bjukena
Tajna jezera Bjukena јe epizoda seriјala Mali rendžer (Kit Teler) obјavljena u Lunov magnus stripu #255. Epizoda јe premijerno u bivšoj Jugoslaviji objavljena u 3. juna 1977. godine. Koštala je 10 dinara (0,54 $; 1,29 DEM). Epizoda je celovita (bez nastavka) i imala je 85 strana. Nakon nje objavljen je vestern strip "Na tuđ račun" (str. 86-128). Izdavač јe bio Dnevnik iz Novog Sada. Korice su reprodukcija originalnih korica nepoznatog autora.

## Originalna epizoda
Epizoda je premijerno objavljena u Italiji u svesci #111. pod nazivom L’artiglio del mostro (ital. Kandže čudovišta) objavljena u novembru 1973. Sveska je koštala 200 lira (0,32 $; 1,27 DEM). Epizodu je nacrtao Frančesko Gamba, a scenario napisao Andrea Lavecolo. Originalne korice nacrtao je Franko Donateli, tadašnji crtač Zagora.

## Kratak sadržaj
Godine 1880. jedan vod američke konjice stiže do indijanskog sela plemena Komanči, čiji je poglavica Sivi Medved. Pukovnik Džekson saopštava da mora da ih relocira u rezervat. Indijanci nevoljno to prihvataju. Stižu nadomak jezera Bjukena (u Teksasu) pored kojeg kome podižu novi logor. Vrlo brzo Indijanci počinju da veruju da se u jezeru nalazi čudovište. Nakon pogibije Mladog Konja, puk. Džekson dolazi u utvrđenje rendžera i komandantu i Kitu za večerom prepričava događaje oko jezera. Džekson moli Kita da krene do Jezera i ispita situaciju. Kad Kit i Frenki stignu u rezervat, pojavljuje se i Stjuart Bal, poverenik za indijanska pitanja, koji predlaže da se Komanči prebace u drugi rezervat. Stjuart i Kit se sukobljavaju oko iseljenja, a Komanči odlučuju da na žele da idu. Kit kreće samostalno da istraži tršćak u jezeru. Nailazi na kolibu u kojoj zatiče Stjuarta sa pomoćnikom Sendijem. Čuje njihov razgovor o potrazi za zlatom. Kita napada nepoznati napadač koji ga povređuje sa kandžom koju nosi na rukama. Kit beži nazad u indijansko selo, ali je teško ranjen. Uskoro u rezervat stiže Vens Devis, šerif iz Dalasa, koji traži pljačkaše banke Morgan. On veruje da se razbojnici sa zlatom kriju negde u okolini Jezera. Kit ponovo kreće u potragu i pronalazi poverenika i njegovog pomoćnika Sendija, kako istražuju dno jezera da bi pronašli zlato. Nakon što ih savlada, oni mu priznaju da su izmislili priču o čudovištu da bi oterali Indijance da bi na miru mogli da traže zlato. Sendi je profesionalni ronilac, a Stjuart razbojnik. Obojicu ih je unajmio Sem Vanmerker da mu pomognu da nađu opljačkano zlato koje je slučajno ispušteno u Jezero za vreme oluje. Kit na kraju otkriva da je šerif Davis zapravo Vanmerker, koji je preuzeo njegov identitet nakon što ga je šerif pronašao. Vanmerker je zamalo savladao Kita, dok se nije umešao Frenki i spasio ga.

## Repriza ove epizode
Deo ove epizode repriziran je u Hrvatskoj u Ludensovoj ediciji Mali rendžer #56 pod naslovom Pandža čudovišta, koje je izašlo 2023. godine. U Srbiji ova epizoda još nije reprizirana.

## Prethodna i naredna sveska Kit Telera u LMS
Prethodna sveska Malog rendžera u LMS nosila je naziv Izgubljena dolina (LMS-254), a naredna Četiri begunca (LMS-258).